# Vestfrost
Vestfrost — торговая марка по производству бытовых холодильников, холодильного оборудования, стиральных машин, а также кухонных плит и варочных панелей.
Свою историю эта датская фирма начинает с 1963 года. Исторически так сложилось, что холодильная отрасль в скандинавских странах очень развита в связи с экспортом рыбы и морепродуктов. В 1973 года Vestfrost становится подразделением шведской компании Electrolux. Всего с 1963 года было продано более 12 миллионов холодильников и морозильных камер. В 1990-м году компания получила датскую премию короля Фредерика IХ за достижения в экспорте. В 1996-м году был получен международный сертификат ISO 9000. В 1998-и году Общество по защите окружающей среды выдало производителю лицензию на право использования Эколейбла Европейского Сообщества для холодильников.
В настоящий момент[когда?] фирма Vestfrost условно разделена на Vestfrost Solutions и Vestfrost Household. Первое подразделение занято производством холодильного оборудования для HORECA и Merchandisers, Vestfrost Household производит домашние бытовые холодильники, морозильники, посудомоечные и стирально-сушильные машины.
С 2008 года принадлежит турецкой компании Vestel. Практически вся продукция выпускается в Турции на заводе «Vestel» в городе Маниса.